# Stora Örsjön (Ekshärads socken, Värmland)
Stora Örsjön är en sjö i Hagfors kommun i Värmland och ingår i Göta älvs huvudavrinningsområde. Sjön är 18 meter djup, har en yta på 0,637 kvadratkilometer och befinner sig 289,2 meter över havet. Vid provfiske har abborre, elritsa och öring fångats i sjön.

## Delavrinningsområde
Stora Örsjön ingår i det delavrinningsområde (668113-138337) som SMHI kallar för Rinner till Knon-Busjön. Medelhöjden är 295 meter över havet och ytan är 45,85 kvadratkilometer. Det finns inga avrinningsområden uppströms utan avrinningsområdet är högsta punkten. Knoälven (Musån) som avvattnar avrinningsområdet har biflödesordning 3, vilket innebär att vattnet flödar genom totalt 3 vattendrag innan det når havet efter 373 kilometer. Avrinningsområdet består mestadels av skog (73 procent). Avrinningsområdet har 13,24 kvadratkilometer vattenytor vilket ger det en sjöprocent på 17 procent.